# Pachycondyla
Botthroponera, Euponera, Trachymesopus, Bothroponera, Brachyponera, Mesoponera
Genre
Synonymes
- voir paragraphe #Synonymes

Pachycondyla est un genre d'insectes hyménoptères fourmis de la sous-famille des Ponerinae et comptant 200 à 300 espèces.

## Classification
Le genre Pachycondyla est décrit en 1858 par l'entomologiste britannique Frederick Smith (1805-1879).

### Synonymes
Selon GBIF en 2023, les synonymes référencés sont au nombre de trois :
- Botthroponera Wroughton, 1892
- Euponera Forel, 1891
- Trachymesopus Emery, 1911

Selon IRMNG en 2023, les synonymes référencés sont au nombre de cinq :
- Bothroponera Mayr, 1862
- Botthroponera Wroughton, 1892
- Brachyponera Emery, 1901
- Mesoponera Emery, 1901
- Trachymesopus Emery, 1911

## Espèces fossiles
Selon Paleobiology Database, le nombre des espèces fossiles de ce genre est de dix-neuf :
- †Pachycondyla aberrans  Dlussky et al. 2015
- †Pachycondyla baltica  Dlussky 2002
- †Pachycondyla calcarea Theobald 1937
- †Pachycondyla conservata  Dlussky 2009
- †Pachycondyla dubia Theobald 1937
- †Pachycondyla eocenica  Dlussky and Wedmann 2012
- †Pachycondyla globiventris Theobald 1937
- †Pachycondyla gracilicornis  Mayr 1868
- †Pachycondyla labandeirai  Dlussky and Rasnitsyn 2002
- †Pachycondyla lutzi  Dlussky and Wedmann 2012
- †Pachycondyla messeliana  Dlussky and Wedmann 2012
- †Pachycondyla minutansata  Zhang 1989
- †Pachycondyla nubeculata  Zhang 1989
- †Pachycondyla oligocenica  Dlussky et al. 2015
- †Pachycondyla parvula  Dlussky et al. 2015
- †Pachycondyla petiolosa  Dlussky and Wedmann 2012
- †Pachycondyla petrosa  Dlussky and Wedmann 2012
- †Pachycondyla succinea  Mayr 1868
- †Pachycondyla tristis  Dlussky 2009

## Galerie

Quelques espèces vivantes du genre Pachycondyla.
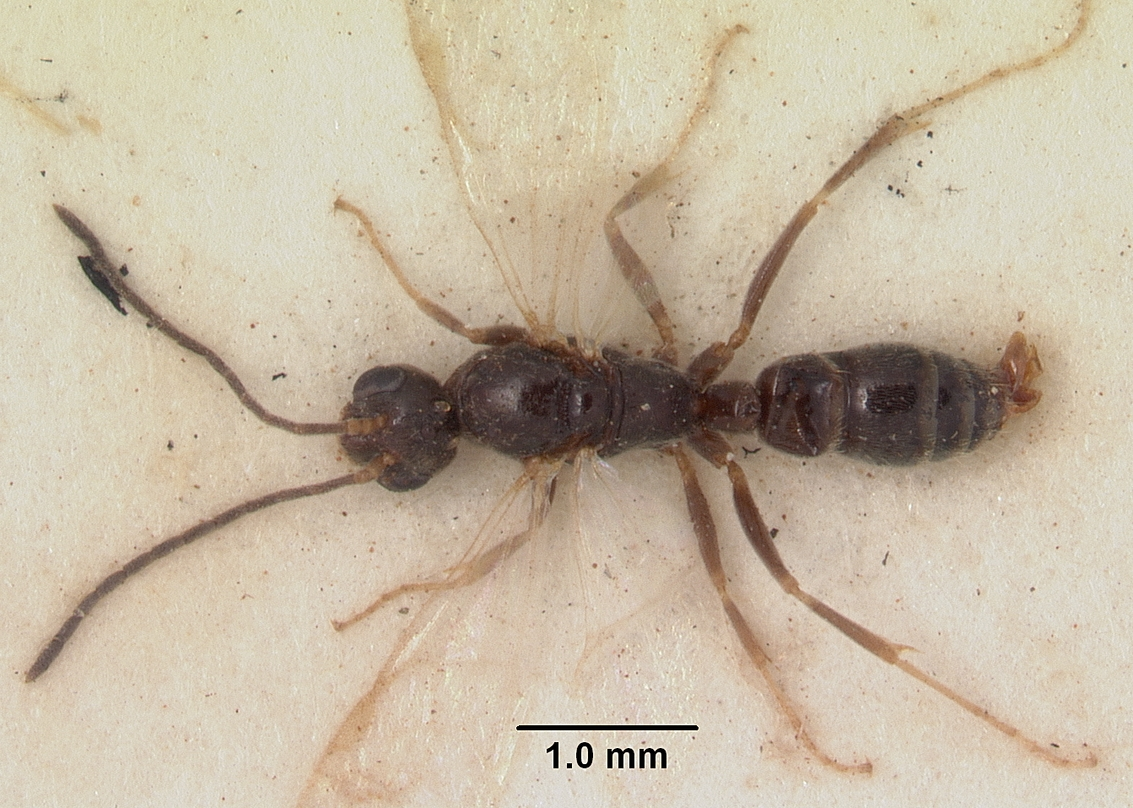
P. brunoi.
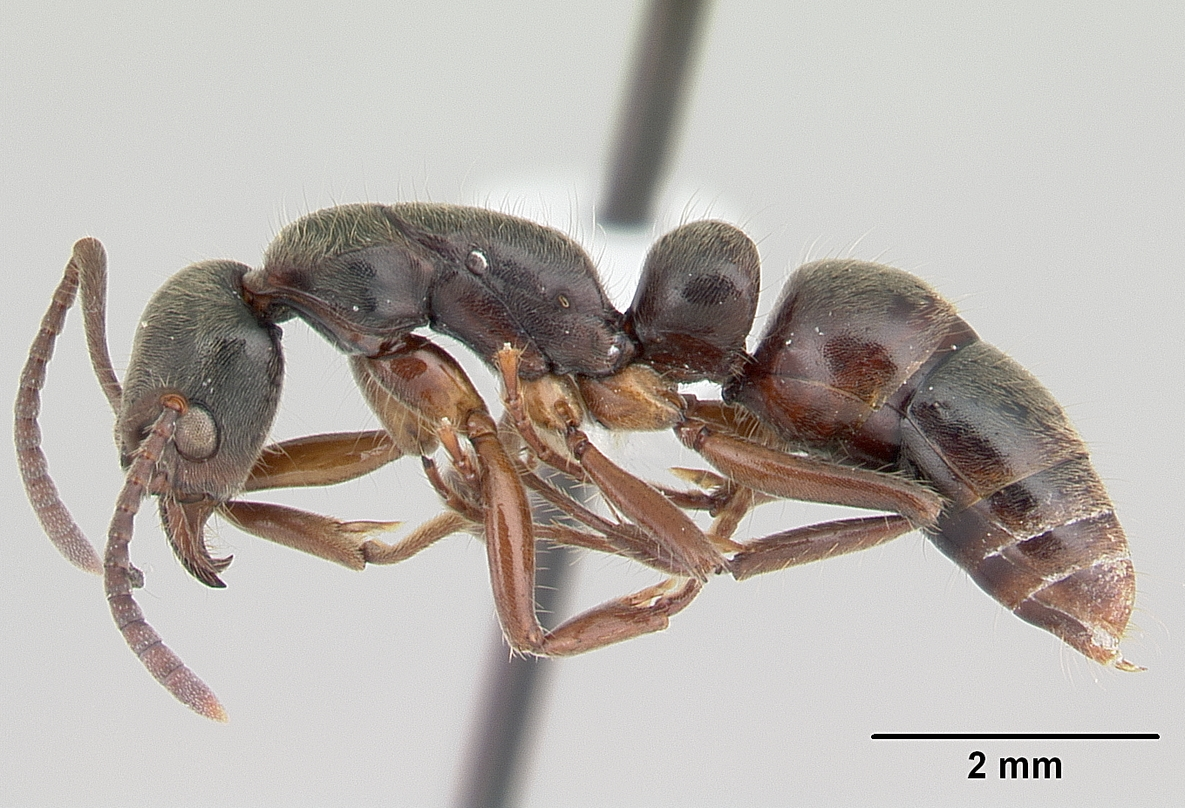
P. crenata.
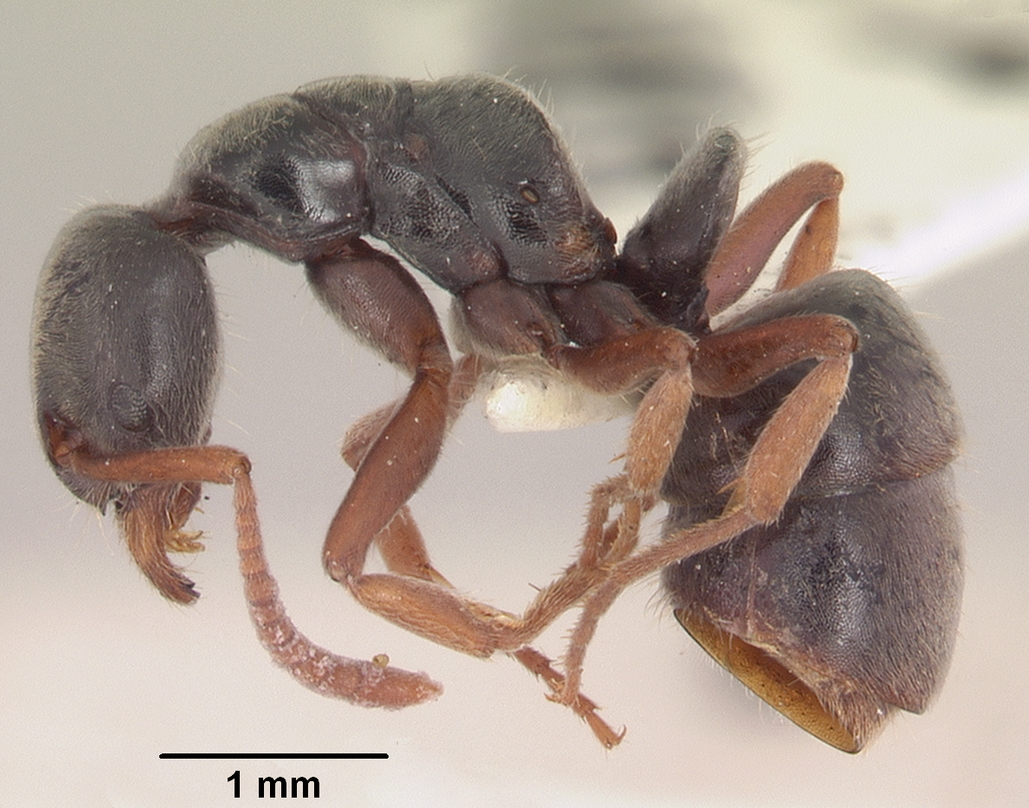
P. fossigera.
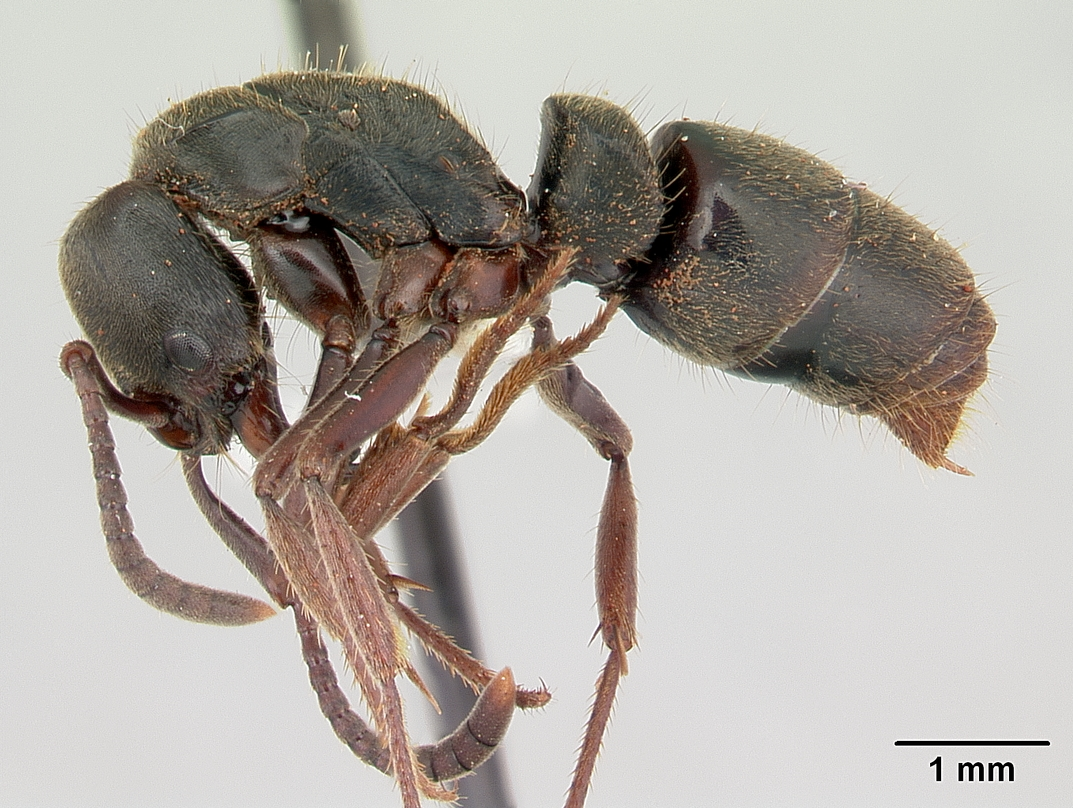
Travailleuse P. harpax.
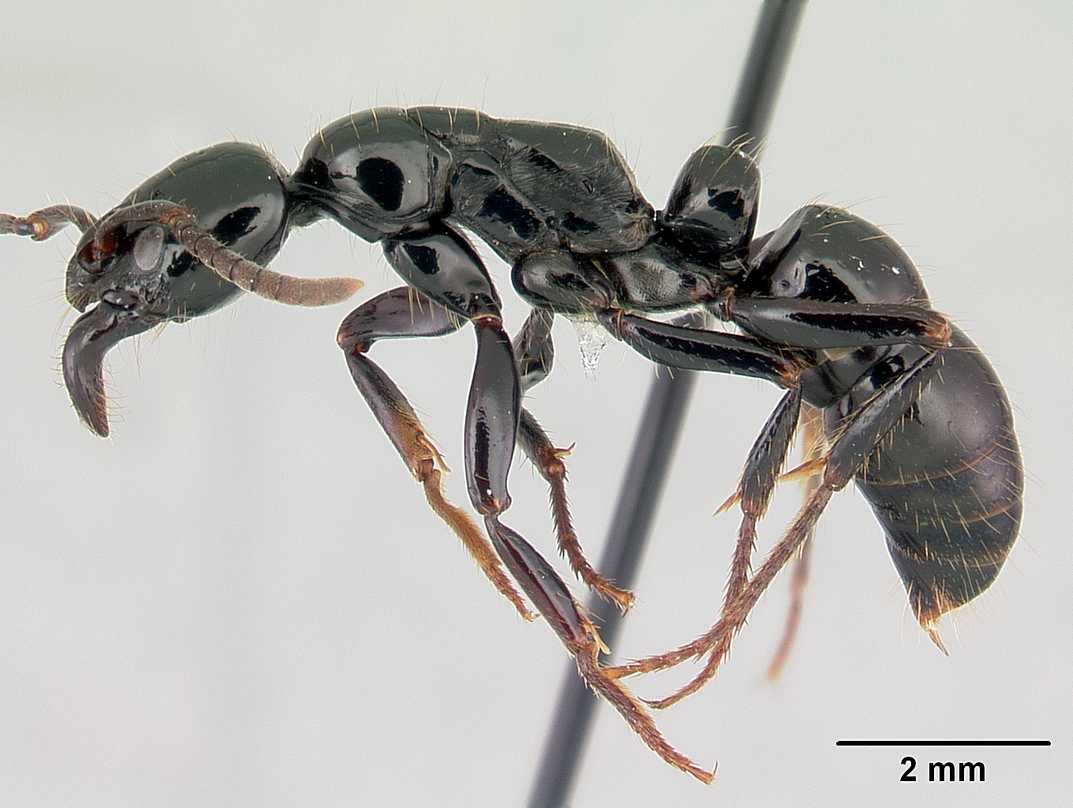
P. marginata.
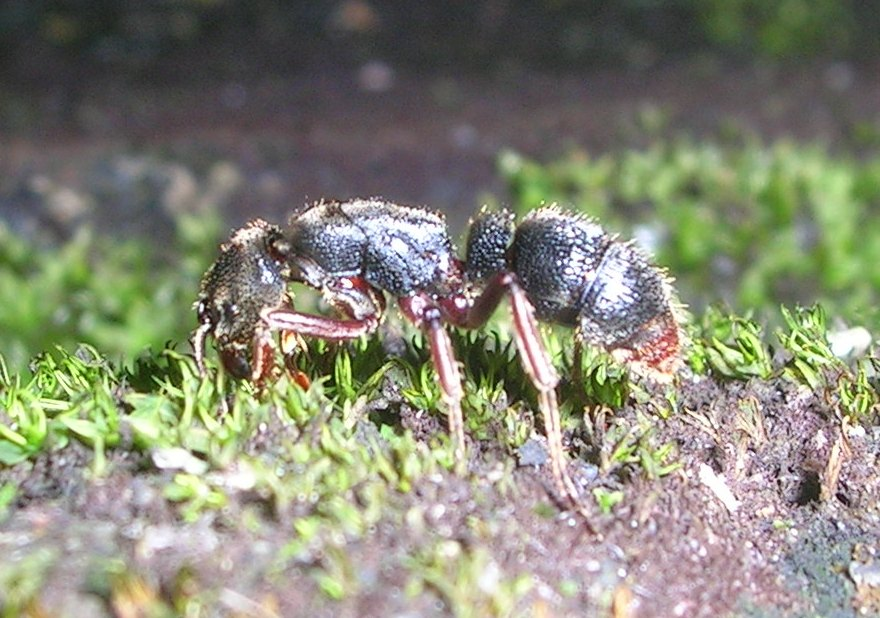
P. rufipes.
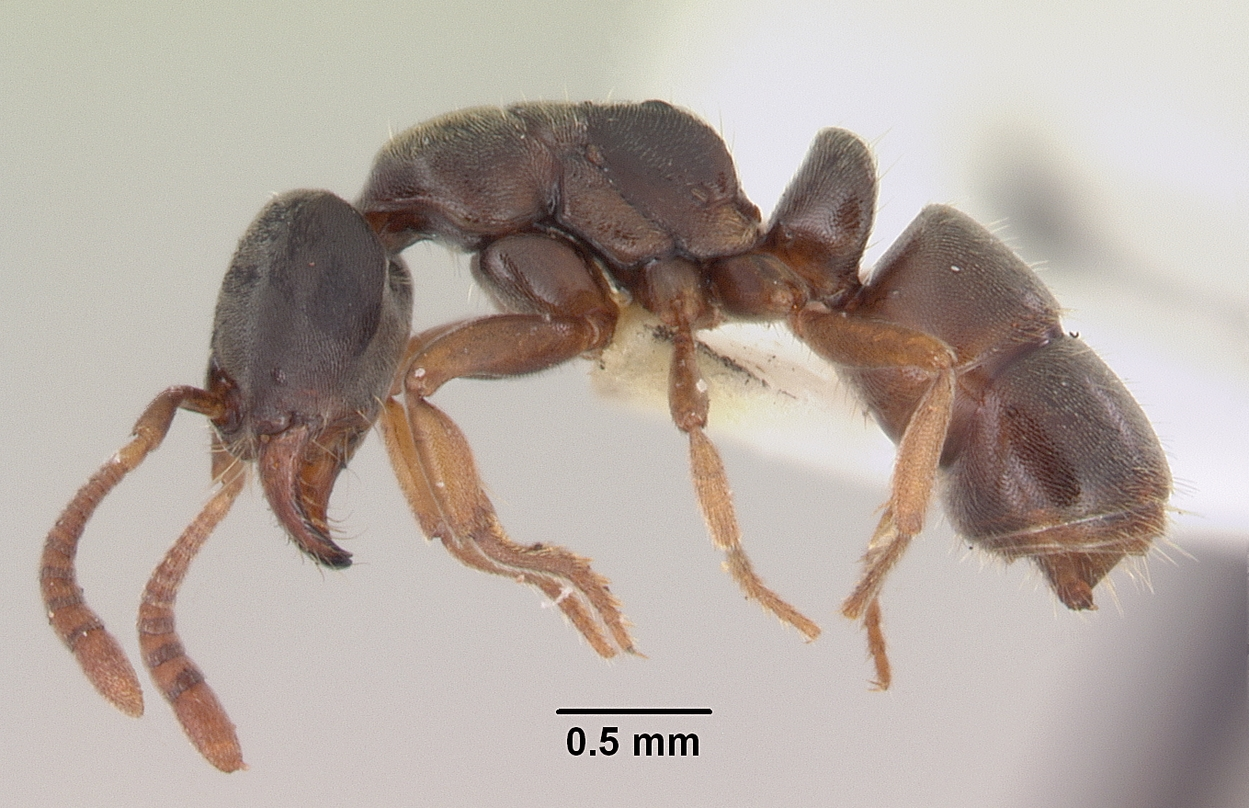
P. sharpi.
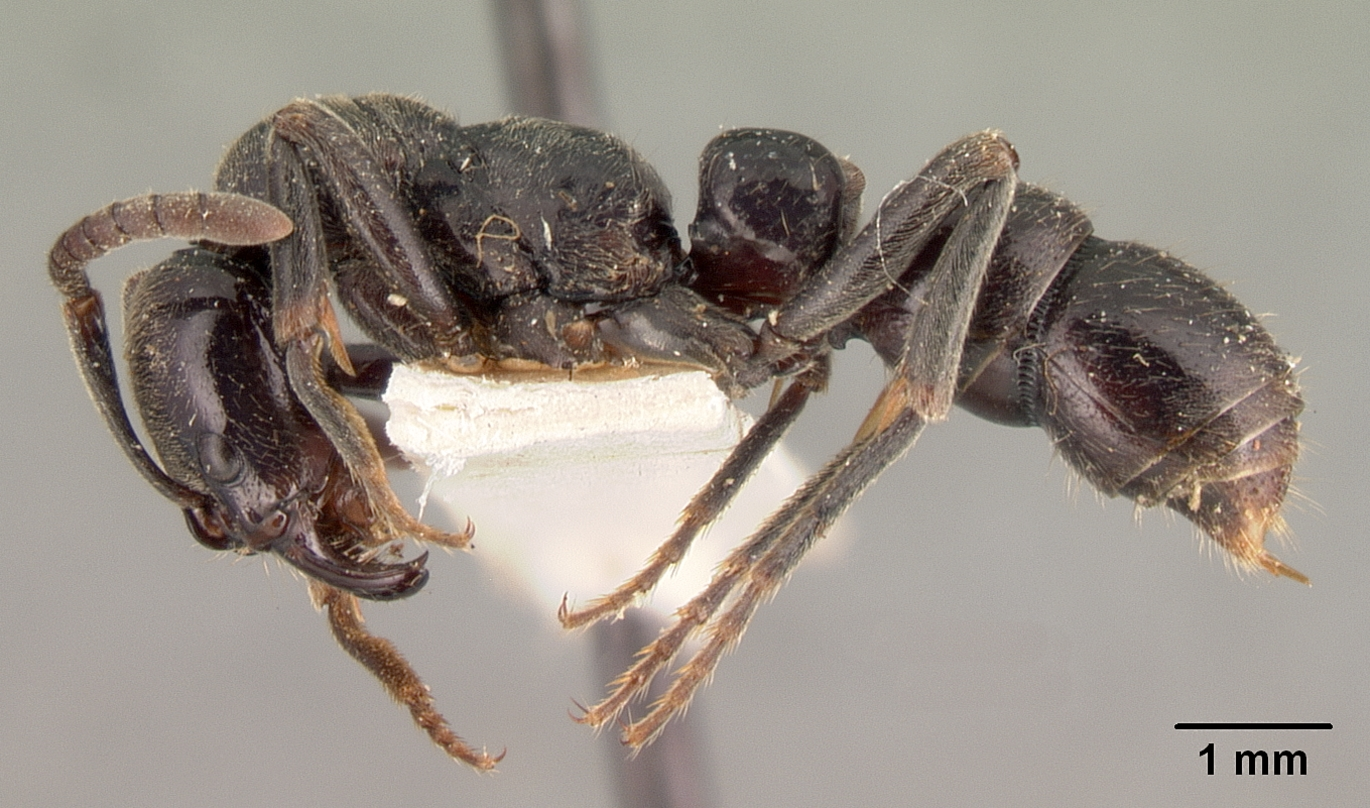
P. sikorae.

Quelques espèces fossiles du genre Pachycondyla.
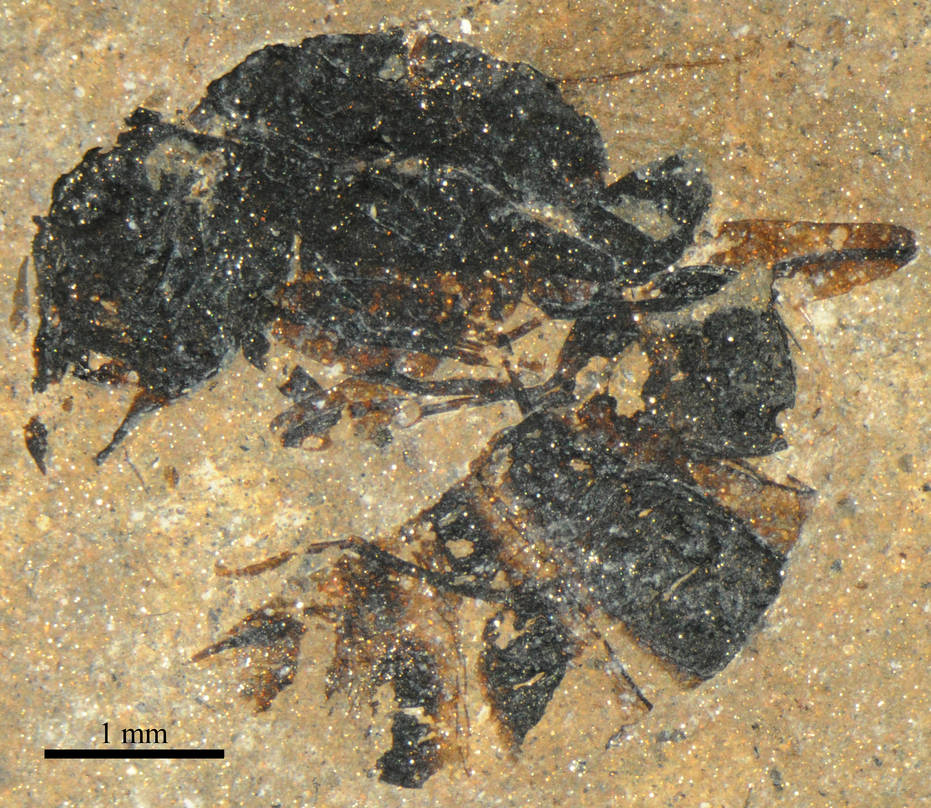
Holotype P. eoenica.
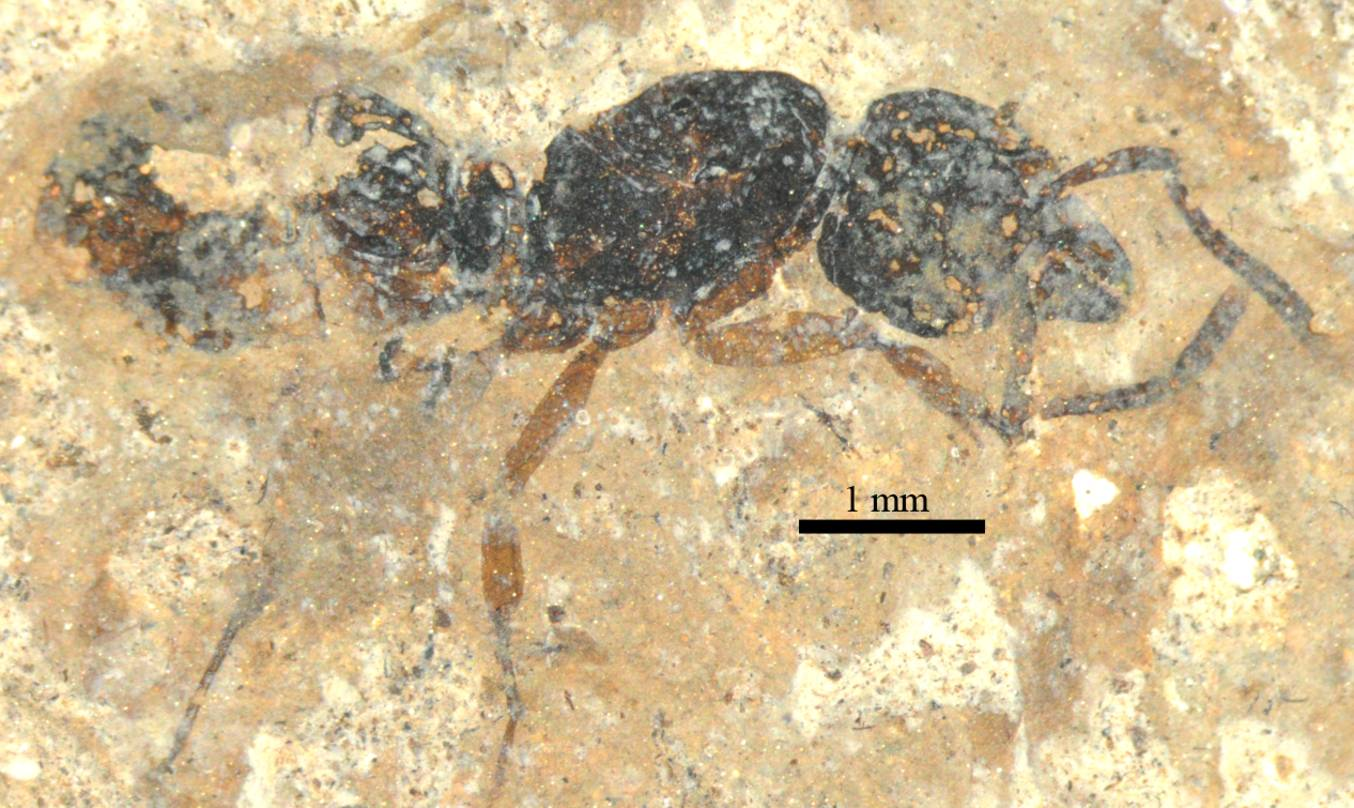
Holotype P. parvula.
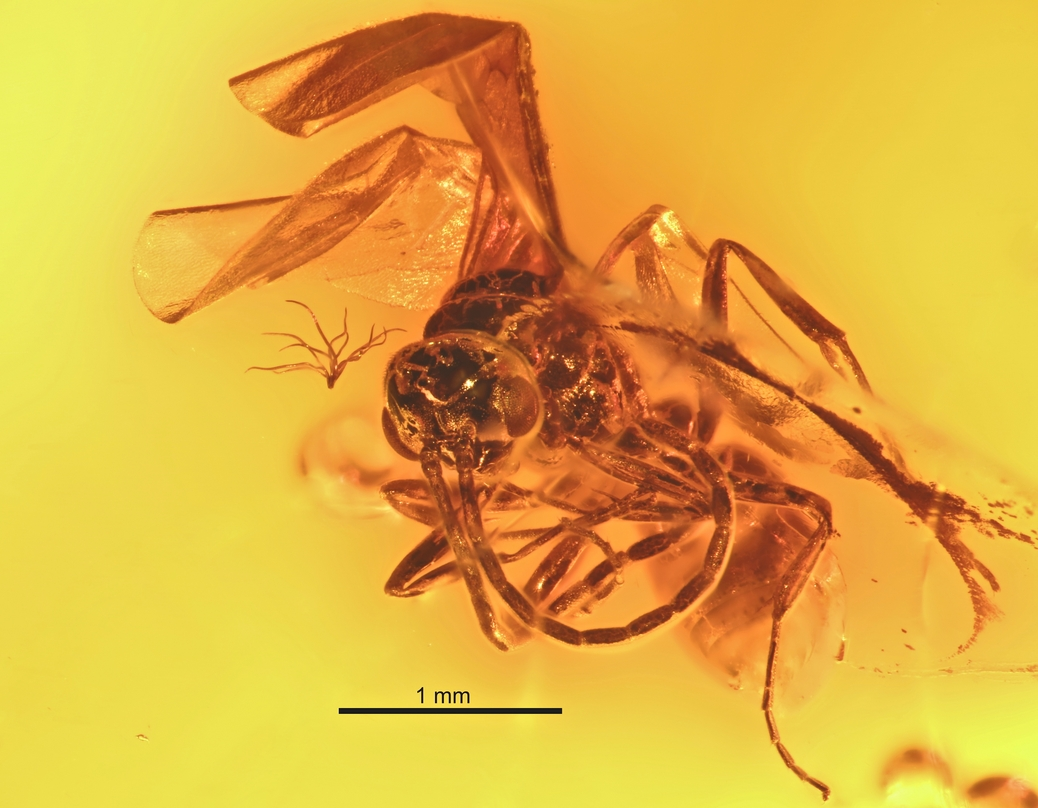
Holotype P. succinea mâle.